# Amt Panketal
Das Amt Panketal war ein 1992 gebildetes Amt im Land Brandenburg, in dem sich zunächst sieben Gemeinden des damaligen Kreises Bernau (heute Landkreis Barnim, Brandenburg) zu einem Verwaltungsverbund zusammengeschlossen hatten. Amtssitz war zunächst in der Gemeinde Schönow, dann in Zepernick. Das Amt Panketal wurde 2003 wieder aufgelöst. Es bestand zuletzt nur noch aus drei Gemeinden.

## Geographische Lage
Das Amt Panketal schloss die Stadt Bernau nahezu ein. Es grenzte im Norden an die Stadt Bernau und das Amt Wandlitz, im Nordosten an das Amt Biesenthal-Barnim, im Osten an das Amt Werneuchen, im Süden an das Amt Ahrensfelde/Blumberg und im Westen an das Land Berlin.

## Geschichte
Am 3. Juli 1992 erteilte der Minister des Innern seine Zustimmung zur Bildung des Amtes Panketal, für dessen Zustandekommen der 10. Juli 1992 festgelegt wurde. Sitz der Amtsverwaltung war zunächst in der Gemeinde Schönow. Folgende sieben Gemeinden aus dem damaligen Kreis Bernau waren darin zusammengefasst:
- Zepernick
- Schönow
- Schwanebeck
- Ladeburg
- Lobetal
- Rüdnitz
- Börnicke

Zum 1. Juli 2001 wurde die amtsangehörige Gemeinde Ladeburg in die amtsfreie Stadt Bernau bei Berlin eingegliedert. Damit bestand das geänderte Amt Panketal aus den folgenden Gemeinden: Börnicke, Lobetal, Rüdnitz, Schönow, Schwanebeck, Zepernick.
Am 31. Dezember 2002 wurde die Gemeinde Rüdnitz dem Amt Biesenthal-Barnim zugeordnet. Ebenfalls mit Wirkung zum 31. Dezember 2002 wurden die Gemeinden Börnicke und Lobetal in die Stadt Bernau eingegliedert.
In einer Mitteilung vom 20. November 2002 genehmigte das Ministerium des Innern den Zusammenschluss der Gemeinden Schwanebeck und Zepernick zur neuen Gemeinde Panketal. Der Zusammenschluss wurde allerdings erst zum 26. Oktober 2003 rechtswirksam.
Zum 26. Oktober 2003 wurde schließlich auch die Gemeinde Schönow in die Stadt Bernau bei Berlin eingegliedert. Das Amt Panketal wurde aufgelöst, die Gemeinde Panketal war damit amtsfrei.

## Amtsdirektor
Erster Amtsdirektor war Carsten Bockhardt. Letzter Amtsdirektor war Kurt Fischer.

## Belege
1. ↑  
Bildung des Amtes Panketal. Bekanntmachung des Ministers des Innern vom 30. Juni 1992. Amtsblatt für Brandenburg – Gemeinsames Ministerialblatt für das Land Brandenburg, 3. Jahrgang, Nummer 54, 31. Juli 1992, S. 952.
2. ↑  
Eingliederung der Gemeinde Ladeburg in die Stadt Bernau bei Berlin. Mitteilung des Ministeriums des Innern vom 14. Mai 2001. Amtsblatt für Brandenburg – Gemeinsames Ministerialblatt für das Land Brandenburg, 12. Jahrgang, 2001, Nummer 24, Potsdam, den 13. Juni 2001, S. 436, PDF.
3. ↑  
Änderung des Amtes Panketal Mitteilung des Ministeriums des Innern Vom 28. Mai 2001. Amtsblatt für Brandenburg – Gemeinsames Ministerialblatt für das Land Brandenburg, 12. Jahrgang, 2001, Nummer 24, Potsdam, den 13. Juni 2001, S. 436, PDF.
4. ↑  
Änderung des Amtes Panketal. Bekanntmachung des Ministeriums des Innern vom 5. Dezember 2002. Amtsblatt für Brandenburg – Gemeinsames Ministerialblatt für das Land Brandenburg, 13. Jahrgang, Nummer 54, vom 30. Dezember 2002, S. 1181. PDF
5. ↑  
Eingliederung der Gemeinde Börnicke in die Stadt Bernau bei Berlin. Mitteilung des Ministeriums des Innern vom 20. November 2002. Amtsblatt für Brandenburg Gemeinsames Ministerialblatt für das Land Brandenburg, 13. Jahrgang, 2002, Nummer 54, Potsdam, den 30. Dezember 2002, S. 1181 PDF
6. ↑  
Eingliederung der Gemeinde Ladeburg in die Stadt Bernau bei Berlin. Mitteilung des Ministeriums des Innern vom 20. November 2002. Amtsblatt für Brandenburg Gemeinsames Ministerialblatt für das Land Brandenburg, 13. Jahrgang, 2002, Nummer 54, Potsdam, den 30. Dezember 2002, S. 1181 PDF
7. ↑  
Bildung einer neuen Gemeinde Panketal. Bekanntmachung des Ministeriums des Innern vom 20. November 2002. Amtsblatt für Brandenburg – Gemeinsames Ministerialblatt für das Land Brandenburg, 14. Jahrgang, Nummer 9, vom 5. März 2003, S. 273. PDF
8. ↑  Fünftes Gesetz zur landesweiten Gemeindegebietsreform betreffend die Landkreise Barnim, Märkisch-Oderland, Oberhavel, Ostprignitz-Ruppin, Prignitz, Uckermark (5.GemGebRefGBbg) vom 24. März 2003 (Gesetz- und Verordnungsblatt für das Land Brandenburg, I (Gesetze), 2003, Nr. 05, S. 82), geändert durch Gesetz vom 1. Juli 2003 (Gesetz- und Verordnungsblatt für das Land Brandenburg, I (Gesetze), 2003, Nr. 10, S. 187)

## Weblink
- Amt Panketal (Memento vom 2. November 2004 im Internet Archive) (ältere, nicht mehr gepflegte Website des Amtes Panketal)